# 修仁内溪蟹
修仁内溪蟹（学名：Tiwaripotamon xiurenense）为溪蟹科内溪蟹属的动物。在中国大陆，分布于广西等地，常生活于海拔500 米山溪旁岩石缝中。